# Macrothemis aurimaculata
Macrothemis aurimaculata – gatunek ważki z rodziny ważkowatych (Libellulidae). Występuje na terenie Ameryki Środkowej.